# Bataille de Folck's Mill
Guerre de Sécession
Batailles
- Monocacy
- Fort Stevens
- Heaton's Crossroads
- Cool Spring
- Rutherford's Farm
- 2e Kernstown
- Folck's Mill
- Moorefield

La bataille de Folck's Mill, aussi connue comme la bataille du Cumberland, est un petit engagement de cavalerie , livré le 1er août 1864, dans le nord du Maryland, dans le cadre des campagnes de la vallée de 1864, pendant la guerre de Sécession.
Après l'incendie de Chambersburg, en Pennsylvanie, le 30 juillet, la cavalerie sous les ordres des généraux confédérés John McCausland et Bradley T. Johnson partent pour l'ouest du Maryland vers le Cumberland, afin de perturber la circulation sur le chemin de fer de Baltimore et de l'Ohio (B&O) et exiger une rançon de la ville ou la mettre en feu. À 3 heures, le 1er août, les confédérés arrivent à Folck's Mill, à l'est du Cumberland. Là, le brigadier général de l'Union Benjamin F. Kelley, avec trois régiments de troupes de « 100 jours » inexpérimentées et six pièces d'artillerie, rencontre la progression confédérée. Alors que les confédérés arrivent à la périphérie de la ville, l'artillerie de Kelley  ouvre le feu sur la cavalerie. Manquant de connaissance du terrain local et de la force qui lui fait face, McCausland renonce à un assaut et amène sa propre artillerie. Les artilleurs des deux armées livrent un duel jusqu'à environ 20 heures, moment où McCausland se retire, en direction du sud-est d'Old Towne sur le fleuve Potomac.
Le jour suivant, les confédérés se préparent à traverser le Potomac et à entrer dans la Virginie-Occidentale, mais s'aperçoivent que les ponts sur le canal du Chesapeake et de l'Ohio ont été brûlés par le colonel Israël Stough et son régiment de troupes de 100 jours. Stough déploie sa force sur la langue de terre entre le canal et la rivière pour contester l'avance confédérée vers le fleuve. Après avoir d'abord repoussé une charge de la cavalerie confédérée, Stough est forcé de retraiter au-delà du Potomac lorsque le 21st Virginia réussit à construire un pont et traverse le canal sur son flanc gauche. Sur la rive sud du fleuve, les fédéraux se mettent à l'abri dans un blockhaus sur le chemin de fer B&O et dans un train blindé de munitions mis en œuvre par la Potomac Home Brigade qui est arrêté sur la ligne. McCausland pense brièvement à lancer une charge contre le blockhaus, mais se ravise pour demander d'abord sa reddition. Les fédéraux dans le blockhaus acceptent les termes de la capitulation, et les confédérés traversent le fleuve et se dirigent sur Springfield, en Virginie-Occidentale, où ils se reposent jusqu'au 4.
Bien que l'action autour du Cumberland n'est pas tactiquement concluante, le combat de Kelley a sans doute sauvé la ville de l'incendie et de dégâts plus importants infligés aux voies ferrées. La résistance opiniâtre de Stough sur le Potomac est la première fois que la force de McCausland est contestée depuis l'incendie de Chambersburg.

## Force de l'Union
Forces occidentales de Sleepy Creek : brigadier général Benjamin F. Kelley
- 153rd Ohio National Guard, colonel Israël Stough
- 156th Ohio National Guard, colonel Caleb Marker
- 11th West Virginie Infantry, 4 compagnies : commandant J. L. Simpson
- 1st Illinois Light Artillery, batterie L : Lt J. McAfee
- 2nd Potomac Home Guard Maryland Infantry : Cpt Petrie